# Corien Glaudemans

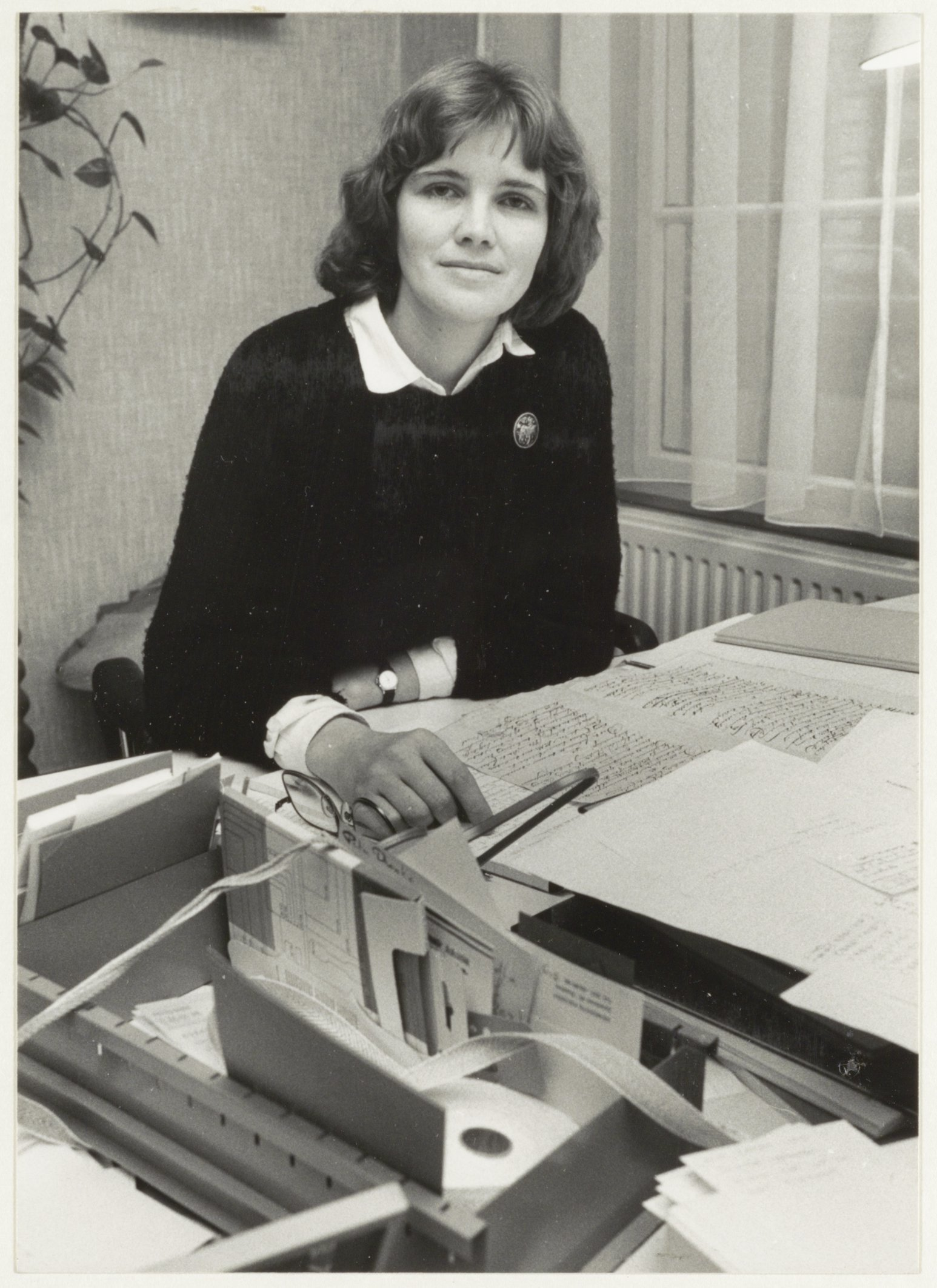
Corien Glaudemans in het Stadsarchief Haarlem (1987)

Cornelia Nicolasina Wilhelmina Maria (Corien) Glaudemans (1955) is een Nederlands archivaris, historicus en publicist.

## Biografie
Glaudemans was tot 1980 werkzaam in het lager en voortgezet onderwijs, onder meer als lerares geschiedenis. Zij bezocht de Rijksarchiefschool in Den Haag. Haar studie voor archivaris combineerde zij met werkzaamheden voor de gemeente Haarlemmerliede en Spaarnwoude. Zij studeerde geschiedenis aan de Rijksuniversiteit Leiden, waar zij in 1987 cum laude afstudeerde.
Omstreeks 1980 publiceerde zij over de gevaren van kernenergie en de relatie tussen kernwapens en kernenergie. Glaudemans was van 1989 tot 1996 stadsarchivaris van de gemeente Brielle (Den Briel). Ze was tevens eindredacteur van - en schrijfster in - het historische tijdschrift De Brielse Mare sinds de inceptie ervan in 1991 tot in het voorjaar van 1996.
Ze was van 1996 tot aan haar pensioen in 2022 werkzaam als archivaris en (wetenschappelijk) medewerker bij het Haags Gemeentearchief.
Tussen 1987 en 2003 deed Glaudemans in haar vrije tijd onderzoek naar "eigenrichting, veten en verzoening in laat-middeleeuws Holland en Zeeland" dat ze in 2003 met een proefschrift aan de Universiteit van Leiden afsloot.
Glaudemans is zich als historicus gaan specialiseren in de Tweede Wereldoorlog en de joodse gemeenschap van Den Haag. Ze is bestuurslid van Stichting Joods Erfgoed Den Haag, en aldaar de meest productieve auteur. Ze schrijft artikelen over het joods leven in Den Haag. Ook heeft zij vele publicaties over de geschiedenis van Den Haag geschreven. Van 2008 tot 2018 was zij eindredacteur van de historische rubriek Terugblik in het weekblad Den Haag Centraal. Voor deze rubriek schreef zij tientallen artikelen over de geschiedenis van Den Haag. Een aantal van haar artikelen is opgenomen in de bundels Terugblik. Van 2008 tot 2022 verzorgde zij in het Jaarboek van de Geschiedkundige Vereniging Die Haghe de rubriek ‘Nieuwe straatnamen in Den Haag’.
In samenwerking met Henk Ambachtsheer, directeur Dienst Monumentenzorg en welstand van de gemeente Den Haag, publiceerde zij in 2019 hun onderzoek naar de luchtoorlog boven Den Haag, dat resulteerde in het boek Oorlog in de lucht - Den Haag 1940-1945: bescherming, oorlog en wederopbouw. In 2020 heeft Glaudemans samen met Nicolette Faber op de site van het Haagse gemeentearchief een database gemaakt van Haagse oorlogs- en herinneringsmonumenten (zie Externe links). Via sociale media deed Glaudemans oproepen voor bijdragen aan deze database.
Glaudemans doet onderzoek naar Joodse ondernemers in Den Haag in de periode tussen circa 1930 en 1945.
Ter gelegenheid van haar pensionering na een lange staat van dienst bij het Haags Gemeentearchief en uit erkentelijkheid van haar toewijding om het historisch erfgoed van Joods Den Haag te behouden en er bekendheid aan te geven hebben de Joodse instellingen in Den Haag Corien Glaudemans op 24 november 2021 bijgeschreven in het Golden Book van het Jewish National Fund.
Voor haar bijdragen aan de geschiedenis van Den Haag en in het bijzonder de geschiedenis van Joods Den Haag en het Joods Erfgoed van Den Haag ontving zij op 26 april 2022 de onderscheiding Ridder in de Orde van Oranje-Nassau. 

## Publicaties
Glaudemans heeft als auteur, co-auteur, of eindredacteur onder meer meegewerkt aan de volgende publicaties: 
- 1981: De kernreaktor van Delft en de atoomwapenproduktie (co-auteur met Jan van der Sluis)[19]
- 1983: Corien Glaudemans en Maurits Groen, A survey of the history of water, drinking-water and water pollution
- 1983: Corien Glaudemans, ‘Leven en dood in de polder’, in: jrg. 11-1 Meerhistorie (1983) pp. 14-16
- 1986: Inventaris van de archieven van de voormalige armbesturen en het plaatselijk crisis-comité in de huidige gemeente Haarlemmerliede en Spaarnwoude: 1649-1867
- 1986: Corien Glaudemans, 'De Haarlemse kweekschool voor onderwijzeressen', in: Haerlem jaarboek 1985 (1986) pp.19-36.
- 1988: Van Zwanenburg tot CSM: 125 jaar suikerfabricage in Halfweg[20]
- 1990: Corien Glaudemans, 'Van schans tot rechthuis: de geschiedenis van het Huis ter Hart in Halfweg', in: Haerlem jaarboek 1989 (1990), pp. 38-53
- 1990: Corien Glaudemans, 'Veten in Haarlem, 1365-1416', in. J.W. Marsilje (red.) Bloedwraak, partijstrijd en pacificatie in laat-middeleeuws Holland. Cahiers Sociale Geschiedenis 7 (1990) pp. 62-81
- 1996: Corien Glaudemans, 'De schout van Haarlem (ca.1360-1426)', in: Hans Brokken, Florence Koorn en Ab van der Steur (red.) Hart voor Haarlem : liber amicorum voor Jaap Temminck (Haarlem 1996) pp.43-59
- 1998: Inventaris van de archieven en gedeponeerde archieven en archivalia van de Stichting Nutsspaarbank te 's-Gravenhage (1553) 1818-1982 (co-auteur)
- https://janvanzanen.denhaag.nl/corien-glaudemans/ . ISSN 0923-2931
- 2000: Corien Glaudemans, ‘Onder het vergrootglas. De geschiedenis van de Miniatuurstad Madurodam’, in: Jaarboek van de Geschiedkundige vereniging Die Haghe 1999 (2000) pp. 120-161 ISSN 0923-2931
- 2003: 'Om die wrake wille': eigenrichting, veten en verzoening in laat-middeleeuws Holland en Zeeland (ca. 1350-ca. 1550), proefschrift.[21] Een handelseditie van het proefschrift is in 2004 uitgegeven.
- 2005: Corien Glaudemans, ‘Een mes en vier penningen. Bloedwraak in Middeleeuws Zeeland’, in: Historisch Nieuwsblad 1 (februari 2005) pp. 27-29 ISSN 0927-2690
- 2005: Corien Glaudemans, ‘Bloedwraak. Vergelding na doodslag in laat-middeleeuws Holland en Zeeland’, in: Spiegel Historiael. Magazine voor geschiedenis en Archeologie jrg. 40-10 (oktober 2005) p. 426-433. ISSN 0038-7487
- 2005: Corien Glaudemans, 'Met viere ende met brande. Het woesten van ballingen in laatmiddeleeuws Holland en Zeeland', in: Madoc (2005)
- 2008: Corien Glaudemans, ‘Van Nicolaesdagh’ tot Sinterklaasfeest – De geschiedenis van Sinterklaas in Den Haag, in: Frans de Leef en Nicolette Faber-Wittenberg (red.) Den Haag en Sinterklaas (Den Haag 2008, uitgever Haags Gemeenteartchief ism De Nieuwe Haagsche) pp. 7-15 ISBN 978-94-6010-005-5
- 2009: Ha ha Den Haag: 125 Haagse moppen en raadsels uit de 17e eeuw (meerdere co-auteurs)[22]
- 2010: Terugblik: 50 foto's met verhalen uit het Haags Gemeentearchief (eindredacteur en co-auteur)[23]
- 2010: Corien Glaudemans, '125 jaar Haags Gemeentearchief', in: Jaarboek van de Geschiedkundige vereniging Die Haghe 2009 (2010) pp. 11-44 ISSN 0923-2931
- 2010: Corien Glaudemans, 'Karel van Charlois en de zitting van de Hoge Vierschaar in Zeeland in 1454', in: Mario Damen en Louis Sicking (red.), Bourgondië voorbij. De Nederlanden 1250-1650 (Hilversum 2010) pp. 351-363 ISBN 978-90-8704-166-3
- 2012: Tweede terugblik: 50 foto's met verhalen uit het Haags Gemeentearchief (eindredacteur en co-auteur)[24]
- 2012: Drie herdenkingsmonumenten met 45 namen: Haagse gemeenteambtenaren omgekomen in de Tweede Wereldoorlog (co-auteur met Sjoukje Atema)[25]
- 2012: "De Documentatiedienst van de Haagse Politie in de Tweede Wereldoorlog", in: Jaarboek Geschiedkundige Vereniging Die Haghe, p. 53-103
- 2013: Joodse erfgoedroute Den Haag, Den Haag.
- 2014: Derde terugblik: 50 foto's met verhalen uit het Haags Gemeentearchief (eindredacteur en co-auteur)[26]
- 2014: Vier herdenkingsmonumenten aan het Trekvlietplein, De Haag: Haagse gemeenteambtenaren van de Gemeentelijke Reinigingsdienst, de Dienst der Gemeenteplantsoenen, het Gemeentelijk Gasbedrijf en het Gemeentelijk Electriciteitsbedrijf omgekomen in de Tweede Wereldoorlog
- 2015: Den Haag: stad in oorlog stad in vrede, geschreven met Henk Ambachtsheer[27]
- 2016: Vierde terugblik: 50 foto's met verhalen uit het Haags Gemeentearchief (eindredacteur en co-auteur)[28]
- 2016: Corien Glaudemans, ‘Op zoek naar de ark. De geschiedenis van de Heilige Arke of Aron Hakosdesj van de Grote synagoge in de Wagenstraat’, in: Jaarboek van de Geschiedkundige vereniging Die Haghe 2015 (2016) pp. 127-151 ISSN 0923-2931
- 2017: De patiënten en Joodse onderduikers: bij de Stichting Rosenburg (klinieken Oud-Rosenburg en Ramaer-kliniek) en bij de Stichting Bloemendaal tijdens de Tweede Wereldoorlog (co-auteur met Corrie van Straten)
- 2018: Vijfde terugblik: 50 foto's met verhalen uit het Haags Gemeentearchief (eindredacteur en co-auteur)[29]
- 2019: Oorlog in de lucht - Den Haag 1940-1945: bescherming, oorlog en wederopbouw, geschreven met Henk Ambachtsheer[15][30]
- 2019: Corien Glaudemans, ‘Duitse en Oostenrijks vluchtelingenkinderen in Ockenburgh’, in: Een kleyn paleis. De geschiedenis van de Haagse Buitenplaats Ockenburgh (Den Haag 2019)
- 2021: Corien Glaudemans, Ik weet niet of ik jullie nog eens terugzie. Joodse Hagenaars in Nederlandse ‘werkverruimingskampen’ (juni-oktober 1942) (Den Haag 2021)
- 2022: 'Een marineman en de vooroorlogse islam in Den Haag. Charles van Beetem Mohammed Ali (1879-1938)' in: Jaarboek Geschiedkundige Vereniging Die Haghe, p. 158-185